# 亨德里克斯鎮區 (密歇根州)
亨德里克斯鎮區（英語：Hendricks Township）是位於美國密歇根州麥基諾縣的一個行政鎮區。

## 地方資料
亨德里克斯鎮區的面積為210.05平方千米，當中陸地面積為204.53平方千米，而水域面積為5.52平方千米。根據2020年美國人口普查的數據，當地共有人口117人，而人口密度為每平方千米0.56人。